# Korobczyce
Korobczyce (biał. Каробчыцы, ros. Коробчицы) – wieś na Białorusi, w obwodzie grodzieńskim, w rejonie grodzieńskim, w sielsowiecie Kopciówka.
Miejscowość jest siedzibą parafii prawosławnej pw. Obrazu Chrystusa Zbawiciela Nie Ludzką Ręką Uczynionego; cerkiew parafialna nosi wezwanie św. Zofii Słuckiej.
Znajduje się tu przystanek kolejowy Korobczyce na linii Grodno – Bruzgi (przejście graniczne z Polską).
W dwudziestoleciu międzywojennym wieś leżała w Polsce, w województwie białostockim, w powiecie sokólskim.